# Plum City, Wisconsin
Plum City là một làng thuộc quận Pierce, tiểu bang Wisconsin, Hoa Kỳ. Năm 2006, dân số của làng này là 574 người.